# Caoxi Lu
Caoxi Lu (chiń. 漕溪路站) – stacja początkowa metra w Szanghaju, na linii 3. Zlokalizowana jest pomiędzy stacjami Yishan Lu i Longcao Lu. Została otwarta 26 grudnia 2000.